# Les Culottées
Les Culottées é um blog de banda desenhada, escrito pela ilustradora Pénélope Bagieu em 2016. Através de pequenas bandas desenhadas, Bagieu conta a história de vida de mulheres inspiradoras. De Janeiro a Outubro de 2016, produziu uma banda desenhada por semana que foi partilhando no site do Le Monde, acabando por as publicar em livro. Em França as histórias foram divididas em dois volumes, cada um com 15 biografias e com o subtítulo  “As mulheres que fazem o que querem”. 
Traduzido em 17 línguas, Les Culottées foi recebido de forma positiva e acabou por ganhar o Eisner Award em 2019. A tradução inglesa recebeu o título de Brazen: Rebel Ladies Who Rocked the World. Esta versão apenas tem 29 histórias em vez das 30 originais. A biografia de Phoolan Devi, a rainha indiana da Bandidos, foi retirada porque incluía a sua violação pelo marido  quando tinha apenas dez anos. Cada versão traduzida é ligeiramente diferente da obra original devido a restrições locais.
Em 2020, foi adaptado como uma série de animação de 30 episódios para a France Télévisions que foi traduzida e transmitida noutros países, entre eles, Portugal onde recebeu o título de Destemidas.

## Conteúdo
Les Culottées, de Pénélope Bagieu, é uma série de banda desenhada sobre mulheres históricas de vários períodos e nacionalidades. Muitas das mulheres que Bagieu reuniu nesta série são normalmente ignoradas pelos historiadores, no entanto ela também retratou várias mulheres que são reconhecidas. 
Entre as mulheres apresentadas em Les Culottées encontram-se Joséphine Baker, Tove Jansson, Clementine Delait, Margaret Hamilton, Josephina Van Gorkum, Nzinga e Frances Glessner Lee. 
As histórias contadas em Les Culottées são geralmente bem-humoradas, mas Bagieu cria um equilíbrio ao não se concentrar demasiado na comédia e ao apresentar as informações históricas sem demasiada densidade. As histórias tendem a ser bastante curtas, em parte devido à falta de fontes disponíveis sobre os assuntos das banda desenhadas. 

## Desenvolvimento

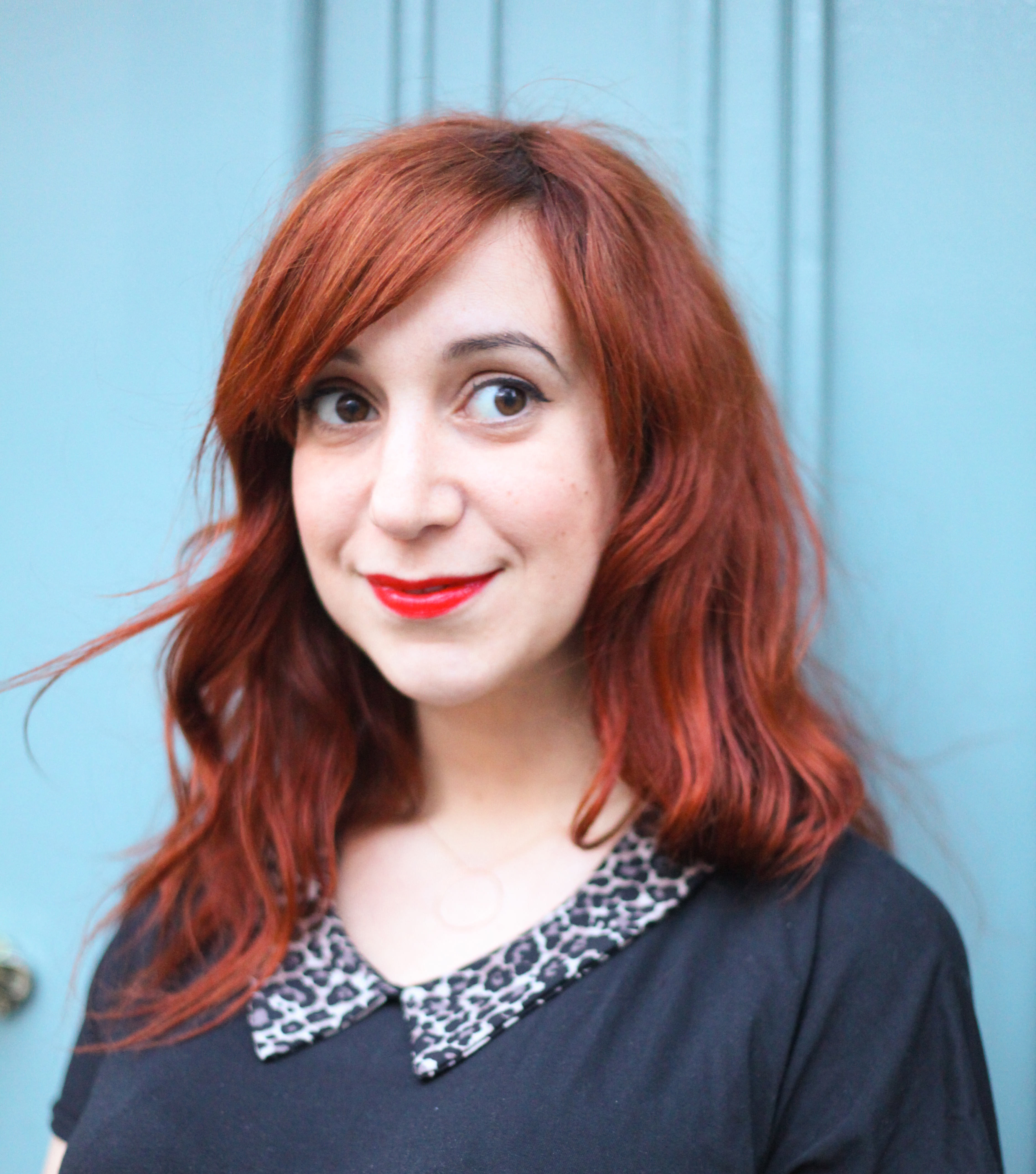
Pénélope Bagieu em 2015

Há muito tempo que Bagieu planeava criar uma webcomic focada em trinta "audaciosas mulheres” que decidiram tomar conta do seu próprio destino que fosse publicada no site oficial do jornal Le Monde. Quando ela propôs o projecto ao jornal em 2013, a equipa ficou muito entusiasmada.  
Inicialmente o lançamento foi agendado de forma a coincidir com as data previstas para o Festival Internacional de Banda Desenhada de Angoulême, mas o Le Monde decidiu antecipar o lançamento de Les Culottées em três semanas, como resposta aos protestos públicos contra as nomeações exclusivamente masculinas para o Grand Prix de Angoulême. 
Ao criar Les Culottées, o objectivo de Bagieu foi fazer com que organizações como o festival de  Angoulême: "deixem de ser capazes de fingir que as mulheres que marcaram a história simplesmente não existem, infelizmente, existem poucas mulheres na história da banda desenhada, se for ao Louvre são poucas as obras de artistas do sexo feminino expostas." 
O primeiro volume de Les Culottées com quinze bandas desenhadas foi lançado em Setembro de 2016 e o segundo em janeiro de 2017.  

## Recepção
O primeiro volume de Les Culottées vendeu mais de 75,000 copias nos primeiros 5 meses após o seu lançamento. A versão inglesa com o título Brazen: Rebel Ladies Who Rocked the World recebeu reconhecimento mundial 

### Prémios
- 2019: Prémio Eisner de melhor edição americana de uma obra estrangeira